# باشگاه فوتبال ویچنزا
باشگاه فوتبال ویچنزا  (به ایتالیایی: Vicenza Calcio) باشگاه فوتبال ایتالیایی است که در شهر ویچنزا قرار دارد.
این باشگاه در سال ۱۹۰۲ تأسیس شده‌است.